# Лиляна Затуроска
Лиляна Затуроска (на македонска литературна норма: Лилјана Затуроска) е архитектка и политик от Северна Македония.

## Биография
Родена е на 6 септември 1964 година в град Битоля, тогава в Социалистическа федеративна република Югославия. Завършва инженерство и архитектура в Скопския университет.
В 2014 година и 2016 година е избрана за депутат от ВМРО – Демократическа партия за македонско национално единство в Събранието на Република Македония.